# Itaju do Colônia
Itaju do Colônia is een gemeente in de Braziliaanse deelstaat Bahia. De gemeente telt 7.706 inwoners (schatting 2009).